# Chrysocrambus sardiniellus
Chrysocrambus sardiniellus là một loài bướm đêm trong họ Crambidae.